# Leptocometes nubilus
Leptocometes nubilus là một loài bọ cánh cứng trong họ Cerambycidae.